# Katarina Ewerlöf
Annette Elsa Katarina Ewerlöf (Estocolmo, 28 de dezembro de 1959) é uma atriz sueca. Ela recebeu um Prêmio Guldbagge por seu papel no filme In Bed with Santa (1999).

## Filmografia parcial
- 1979 - Kristoffers hus ... convidada da festa
- 1998 - Beck - Vita nätter ... Jeanette Bolin
- 1999 - Tomten är far till alla barnen ... Sara
- 2000 - Livet är en schlager ... apresentadora de estúdio
- 2003 - Paradiset ... Anne Snapphane
- 2006 - Inga tårar
- 2007 - Koffein ... Annika Randelius
- 2008 - Glasdjävulen ... Eva Möller
- 2010 - Kommissarie Späck ... Psicóloga
- 2011 - Hopp ... voz
- 2014 - Medicinen ... Marie
- 2015 - I nöd eller lust
- 2019 - Kungen Av Atlantis